# Witwatersrand

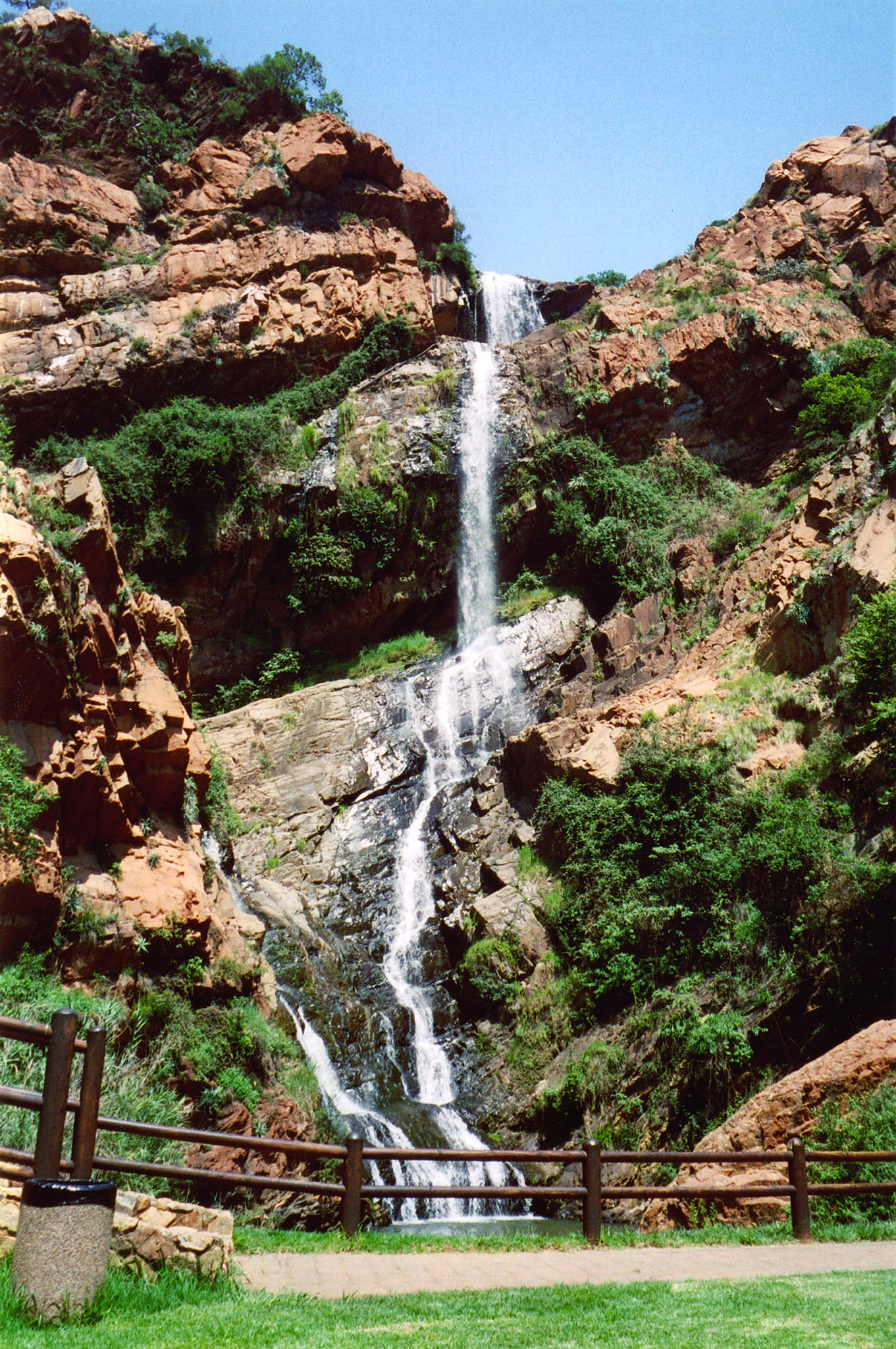
Wodospad w górach Witwatersrand

Witwatersrand (z afr. „pasmo górskie białych wód”) – pasmo górskie w Południowej Afryce, w większej części na terenie prowincji Gauteng. Rozciąga się na długości blisko 100 km i liczy do 37 km szerokości; średnia wysokość – 1700 m n.p.m. Ważne zagłębie wydobywcze, głównie złota i uranu (zob. thucholit). Ponadto w Witwatersrand znajdują się złoża platyny, srebra, diamentów. Rudy złota odkryto w 1886.
Z tego rejonu pochodzi niemal 40% złota wydobytego dotychczas w historii na całym świecie. Naukowcy z University of Arizona za pomocą datowania renowo-osmowego ustalili jego wiek na 3 miliardy lat – to o ćwierć miliarda lat więcej, niż wiek otaczających je skał.